# Paralimnophila fuscoabdominalis
Paralimnophila fuscoabdominalis là một loài ruồi trong họ Limoniidae. Chúng phân bố ở miền Australasia.